# MTV Movie Awards 1998
Die MTV Movie Awards des Jahres 1998 wurden am 30. Mai 1998 verliehen.

## Moderator
Durch die Gala führte Samuel L. Jackson.

## Auftritte
Folgende Künstler traten während der Show auf:
- Natalie Imbruglia – "Torn"
- Brandy featuring Ma$e – "Top of the World"

## Auszeichnungen

### Bester Film
Titanic
- Austin Powers – Das Schärfste, was Ihre Majestät zu bieten hat (Austin Powers: International Man of Mystery)
- Good Will Hunting
- Im Körper des Feindes (Face/Off)
- Men in Black

### Bester Schauspieler
Leonardo DiCaprio – Titanic
- Nicolas Cage – Im Körper des Feindes (Face/Off)
- Matt Damon – Good Will Hunting
- Samuel L. Jackson – Jackie Brown
- John Travolta – Im Körper des Feindes (Face/Off)

### Beste Schauspielerin
Neve Campbell – Scream 2
- Vivica A. Fox – Soul Food
- Helen Hunt – Besser geht’s nicht (As Good as It Gets)
- Julia Roberts – Die Hochzeit meines besten Freundes (My Best Friend’s Wedding)
- Kate Winslet – Titanic

### Bester Newcomer
Heather Graham – Boogie Nights
- Joey Lauren Adams – Chasing Amy
- Rupert Everett – Die Hochzeit meines besten Freundes (My Best Friend’s Wedding)
- Sarah Michelle Gellar – Ich weiß, was du letzten Sommer getan hast (I Know What You Did Last Summer)
- Jennifer Lopez – Selena – Ein amerikanischer Traum (Selena)

### Bestes Filmpaar
Nicolas Cage & John Travolta – Im Körper des Feindes (Face/Off) 
- Ben Affleck & Matt Damon – Good Will Hunting
- Drew Barrymore & Adam Sandler – Eine Hochzeit zum Verlieben (The Wedding Singer)
- Leonardo DiCaprio & Kate Winslet – Titanic
- Tommy Lee Jones & Will Smith – Men in Black

### Bester Filmschurke
Mike Myers – Austin Powers – Das Schärfste, was Ihre Majestät zu bieten hat (Austin Powers: International Man of Mystery) 
- Nicolas Cage & John Travolta – Im Körper des Feindes (Face/Off)
- Gary Oldman – Air Force One
- Al Pacino – Im Auftrag des Teufels (The Devil’s Advocate)
- Billy Zane – Titanic

### Bester Filmkomiker
Jim Carrey – Der Dummschwätzer (Liar Liar) 
- Rupert Everett – Die Hochzeit meines besten Freundes (My Best Friend’s Wedding)
- Mike Myers – Austin Powers – Das Schärfste, was Ihre Majestät zu bieten hat (Austin Powers: International Man of Mystery)
- Adam Sandler – Eine Hochzeit zum Verlieben (The Wedding Singer)
- Will Smith – Men in Black

### Bester Filmsong
„Men in Black“ – Men in Black – Will Smith
- „A Song for Mama“ – Soul Food – Boyz II Men
- „Deadweight“ – Lebe lieber ungewöhnlich (A Life Less Ordinary) – Beck
- „Mouth“ – American Werwolf in Paris (An American Werwolf in Paris) – Bush
- „My Heart Will Go On“ – Titanic – Céline Dion

### Bester Filmkuss
Drew Barrymore & Adam Sandler – Eine Hochzeit zum Verlieben (The Wedding Singer) 
- Joey Lauren Adams & Carmen Llywelyn – Chasing Amy
- Matt Damon & Minnie Driver – Good Will Hunting
- Leonardo DiCaprio & Kate Winslet – Titanic
- Kevin Kline & Tom Selleck – In & Out

### Beste Action-Sequenz
Im Körper des Feindes (Face/Off)
- James Bond 007 – Der Morgen stirbt nie (Tomorrow Never Dies)
- Starship Troopers
- Titanic
- Vergessene Welt: Jurassic Park (The Lost World: Jurassic Park)

### Beste Kampf-Sequenz
Will Smith vs. Schaben – Men in Black
- Harrison Ford vs. Gary Oldman – Air Force One
- Milla Jovovich vs. Alien – Das fünfte Element (The Fifth Element)
- Demi Moore vs. Viggo Mortensen – Die Akte Jane (G.I. Jane)
- Michelle Yeoh vs. Böse Jungs – James Bond 007 – Der Morgen stirbt nie (Tomorrow Never Dies)

### Beste Tanz-Sequenz
Mike Myers – Austin Powers – Das Schärfste, was Ihre Majestät zu bieten hat (Austin Powers: International Man of Mystery) 
- Mark Addy, Paul Barber, Robert Carlyle, Steve Huison, Hugo Speer, Tom Wilkinson – Ganz oder gar nicht (The Full Monty)
- Alan Cumming, Lisa Kudrow, Mira Sorvino – Romy und Michele (Romy and Michele's High School Reunion)
- Cameron Diaz, Ewan McGregor – Lebe lieber ungewöhnlich (A Life Less Ordinary)
- Mark Wahlberg – Boogie Nights

### Sonstige Awards
- Bester Neuer Filmemacher: Peter Cattaneo für: Ganz oder gar nicht (The Full Monty)